# Robert Williams III
Robert Lee Williams III (Louisiana, 17 de outubro de 1997) é um jogador norte-americano de basquete profissional que atualmente joga no Portland Trail Blazers da National Basketball Association (NBA).
Ele jogou basquete universitário em Texas A&M e foi selecionados pelo Boston Celtics como a 27° escolha geral no draft da NBA de 2018. Ele teve uma temporada de destaque em 2021-22, quando foi nomeado para a Segunda-Equipe Defensiva e chegou às Finais da NBA como pivô titular dos Celtics.

## Carreira no ensino médio
Williams frequentou a North Caddo High School, em Vivian, Louisiana. Um recruta de quatro estrelas, ele ficou em 50º lugar no ranking geral da ESPN para a turma de 2016 e foi a perspectiva número um em Louisiana.
Ele se comprometeu com Texas A&M para jogar basquete universitário.

## Carreira universitária
Em seu primeiro jogo na universidade, ele registrou cinco pontos, cinco bloqueios e sete rebotes. Ele foi nomeado o Jogador Defensivo do Ano e foi selecionado para a Segunda-Equipe da SEC depois de ter médias de 11,9 pontos e 8,2 rebotes como um calouro.
Em 21 de março, apesar de ter sido creditado como uma escolha de primeira rodada no draft, Williams decidiu ficar por mais uma temporada em Texas A&M.
Após a derrota no Torneio da NCAA em 2018, Williams anunciou sua intenção de abandonar suas duas últimas temporadas de elegibilidade universitária e se declarar para o draft da NBA de 2018, onde era esperado que fosse uma seleção de primeira rodada.

## Carreira profissional

### Boston Celtics (2018–2023)
Williams foi selecionado pelo Boston Celtics como a 27ª escolha geral, ele caiu posições devido as preocupações sobre sua ética de trabalho. Williams inicialmente não causou uma boa impressão, sendo criticado por chegar atrasado e perder treinos da equipe.
Em 23 de outubro de 2018, ele fez sua estreia profissional quando jogou 4 minutos durante a derrota para o Orlando Magic. Durante novembro e dezembro, Williams dividiu seu tempo entre a G-League e NBA, antes de começar a ganhar mais tempo de jogo com os Celtics após uma lesão de Al Horford.
Em 11 de dezembro de 2018, Williams impressionou durante o jogo contra o New Orleans Pelicans, bloqueando dois arremessos de Anthony Davis.
Durante os playoffs da NBA de 2021, Williams sofreu uma lesão no dedo do pé. No Jogo 1 da primeira rodada contra o Brooklyn Nets, ele registrou 11 pontos, 9 rebotes e 9 bloqueios. A lesão prejudicou Williams pelo restante da série e ele deixou o Jogo 3 com uma torção no tornozelo após jogar apenas 6 minutos. Ele perdeu os jogos 4 e 5 e o time perdeu a série por 4-1.
Em 31 de dezembro de 2021, Williams registrou seu primeiro triplo-duplo da carreira com 10 pontos, 11 rebotes e 10 assistências em uma vitória por 123-108 sobre o Phoenix Suns. Em 28 de março de 2022, os Celtics anunciaram que Williams havia sofrido uma ruptura no menisco no joelho esquerdo e ficaria fora por tempo indeterminado. Dois dias depois, ele passou por uma cirurgia e foi descartado por pelo menos 4 a 6 semanas.

### Portland Trail Blazers (2023–presente)
Em 1º de outubro de 2023, Williams, junto com Malcolm Brogdon e duas futuras escolhas de primeira rodada do draft, foi negociado com o Portland Trail Blazers em troca de Jrue Holiday.
Em 25 de outubro, Williams fez sua estreia no Trail Blazers, marcando 10 pontos e sete rebotes em uma derrota por 123–111 para o Los Angeles Clippers. Mas sua temporada foi interrompida, sofrendo uma luxação patelar após colidir com Jaren Jackson Jr. do Memphis Grizzlies em 5 de novembro. Tendo passado por uma cirurgia bem-sucedida no joelho direito alguns dias depois, a lesão encerrou sua temporada após seis jogos.
Em 8 de novembro de 2024, Williams retornou de uma lesão, registrando 13 pontos, três rebotes e duas assistências em uma derrota por 127–102 contra o Minnesota Timberwolves. Este jogo marcou a primeira vez que ele marcou uma cesta de três pontos em sua carreira na NBA.

## Estatísticas da carreira

### NBA

#### Temporada regular
| Ano      | Equipe   | PJ  | PT | MPJ  | AP   | 3P   | LL   | RT  | AS  | BR  | TO  | PPJ  |
| -------- | -------- | --- | -- | ---- | ---- | ---- | ---- | --- | --- | --- | --- | ---- |
| 2018–19  | Boston   | 32  | 2  | 8.8  | .706 | .000 | .600 | 2.5 | .2  | .3  | 1.3 | 2.5  |
| 2019–20  | Boston   | 29  | 1  | 13.4 | .727 | .000 | .647 | 4.4 | .9  | .8  | 1.2 | 5.2  |
| 2020–21  | Boston   | 52  | 13 | 18.9 | .721 | .000 | .616 | 6.9 | 1.8 | .8  | 1.8 | 8.0  |
| 2021–22  | Boston   | 61  | 61 | 29.6 | .736 | .000 | .722 | 9.6 | 2.0 | .9  | 2.2 | 10.0 |
| 2022–23  | Boston   | 35  | 20 | 23.5 | .747 | .000 | .610 | 8.3 | 1.4 | .6  | 1.4 | 8.0  |
| 2023–24  | Portland | 6   | 0  | 19.8 | .654 | —    | .778 | 6.3 | .8  | 1.2 | 1.2 | 6.8  |
| Carreira | Carreira | 215 | 97 | 19.0 | .715 | .000 | .662 | 6.3 | 1.1 | .7  | 1.5 | 6.7  |

#### Play-In
| Ano  | Equipe | PJ | PT | MPJ  | AP    | 3P | LL    | RT  | AS  | BR  | TO  | PPJ |
| ---- | ------ | -- | -- | ---- | ----- | -- | ----- | --- | --- | --- | --- | --- |
| 2021 | Boston | 1  | 1  | 14.2 | 1.000 | –  | 1.000 | 4.0 | 1.0 | 1.0 | 1.0 | 4.0 |

#### Playoffs
| Ano      | Equipe   | PJ | PT | MPJ  | AP   | 3P   | LL    | RT  | AS  | BR | TO  | PPJ |
| -------- | -------- | -- | -- | ---- | ---- | ---- | ----- | --- | --- | -- | --- | --- |
| 2019     | Boston   | 3  | 0  | 4.3  | .500 | .000 | 1.000 | 2.3 | .0  | .0 | .0  | 1.3 |
| 2020     | Boston   | 13 | 0  | 11.5 | .742 | .000 | .333  | 3.9 | .8  | .2 | .5  | 3.7 |
| 2021     | Boston   | 3  | 0  | 15.3 | .643 | .000 | .500  | 5.0 | .7  | .3 | 3.0 | 6.3 |
| 2022     | Boston   | 17 | 15 | 23.2 | .679 | .000 | .893  | 6.2 | 1.0 | .7 | 2.2 | 7.7 |
| 2023     | Boston   | 20 | 4  | 20.9 | .788 | .000 | .679  | 6.0 | 1.0 | .5 | 1.3 | 7.7 |
| Carreira | Carreira | 56 | 19 | 15.0 | .670 | .000 | .681  | 4.6 | .7  | .3 | 1.4 | 5.3 |

### Universitário
| Ano      | Equipe    | PJ | PT | MPJ  | AP   | 3P   | LL   | RT  | AS  | BR | TO  | PPJ  |
| -------- | --------- | -- | -- | ---- | ---- | ---- | ---- | --- | --- | -- | --- | ---- |
| 2016–17  | Texas A&M | 31 | 17 | 25.8 | .558 | .111 | .590 | 8.2 | 1.4 | .7 | 2.5 | 11.9 |
| 2017–18  | Texas A&M | 30 | 23 | 25.6 | .668 | .000 | .471 | 9.2 | 1.4 | .8 | 2.6 | 10.4 |
| Carreira | Carreira  | 61 | 40 | 25.7 | .613 | .055 | .530 | 8.7 | 1.4 | .7 | 2.5 | 11.1 |

Fonte:

## Vida pessoal
Em julho de 2018, foi revelado que Williams apresentava síndrome de aprisionamento da artéria poplítea (PAES) em ambas as pernas. A doença vascular pode exigir um procedimento cirúrgico no futuro.

### Apelido
No início de sua carreira, Williams ganhou o apelido de "Time Lord" dos fãs do Celtics, em parte baseado em sua demora ao assinar com a equipe. Danny Ainge falou que preferia o apelido de "Lob".